# Independența (Constanța)
Independența es una comuna rumana del condado de Constanța.

## Toponimia
El antiguo nombre del lugar puede encontrarse escrito con las grafías Bairam-Dede y Bairamdede. Pasó a llamarse Independența.

## Geografía
La comuna está ubicada en la región de Dobruja septentrional.

## Historia
Hacia comienzos del siglo XX la comuna, que ya por entonces pertenecía al condado de Constanța, tenía contabilizada una población de 927 habitantes y estaba compuesta por las localidades de Bairam-Dede (la capital) y Cialmagea.
En la segunda mitad del siglo XX, la comuna había pasado a estar formada por las localidades de Independența, Fântâna Mare, Movila Verde, Olteni y Tufani. En el censo de 2021 la localidad tenía una población de 2595 habitantes.